# Enrico Piccinelli
Enrico Piccinelli (Seriate, 11 ottobre 1964) è un politico italiano, senatore della Repubblica nella XVII legislatura della Repubblica Italiana.

## Biografia
Vive ad Albano Sant'Alessandro, in provincia di Bergamo, comune del quale è stato assessore dal 1994 al 1995 e consigliere dal 1994 al 1998 nelle liste di Forza Italia, cui aderisce sin dalla fondazione.
Alle elezioni comunali del 1999 viene eletto consigliere comunale di Bergamo, divenendo poi assessore alla mobilità nella giunta comunale di centro-destra presieduta da Cesare Veneziani.
Dal 2009 al 2014 è stato assessore all'urbanistica della provincia di Bergamo nella giunta di centro-destra presieduta dal leghista Ettore Pirovano.

### Elezione a senatore
Alle elezioni politiche del 2013 viene candidato al Senato della Repubblica, tra le liste del Popolo della Libertà nella circoscrizione Lombardia in diciottesima posizione, risultando il primo dei non eletti. Poco dopo, il 28 maggio 2013, diventa senatore, subentrando ad Antonio Verro dimessosi per incompatibilità.
Nella XVII legislatura della Repubblica è stato componente della 5ª Commissione Bilancio, della 8ª Commissione Lavori pubblici, comunicazioni, della 9ª Commissione Agricoltura e produzione agroalimentare, della 11ª Commissione Lavoro, previdenza sociale, della 14ª Commissione Politiche dell'Unione europea e della Commissione parlamentare d'inchiesta sugli infortuni sul lavoro.
Il 16 novembre 2013, con la sospensione delle attività del Popolo della Libertà, aderisce alla rinascita di Forza Italia.
Il 21 dicembre 2015 abbandona Forza Italia ed aderisce al gruppo parlamentare Alleanza Liberalpopolare-Autonomie (ALA) di Denis Verdini.
Il 28 giugno 2016 lascia ALA e rientra in Forza Italia; non è tuttavia ricandidato al Parlamento alle elezioni politiche del 2018.

## Procedimenti giudiziari
Il 22 luglio 2022 è stato condannato in primo grado dal Tribunale di Bergamo a 5 anni di reclusione, con l'accusa di corruzione per aver incassato tra il 2013 e il 2014, quando all'epoca era assessore provinciale all'urbanistica, una tangente da 275.000 euro in tre parti (25.000, 150.000 e 100.000) per l'approvazione del Piano di governo del territorio nel comune di Foppolo (bocciato nel 2014 dalla Provincia di Bergamo), da parte di un gruppo di imprenditori dell’alta Val Brembana (prosciolti dal GUP).
Il 12 giugno 2023 viene assolto, dai giudici della Corte d’Appello di Brescia, dall’accusa di corruzione.